# Felizardo de Pinho Pessoa Filho
Felizardo de Pinho Pessoa Filho (Viçosa do Ceará, 26 de abril de 1918 – Fortaleza, 22 de fevereiro de 2025), foi um político e farmacêutico brasileiro, filho do Major Felizardo de Pinho Pessoa e Hilda C. P. Pessoa.

## Biografia
Graduou-se em Farmácia pela Faculdade de Farmácia e Odontologia do Estado do Ceará em 16 de dezembro de 1944. Desde sua formatura atuou na farmácia de seu pai, em sua cidade natal, onde realizou importantes contribuições à saúde pública, sendo afamado por seus cuidados especiais com pessoas carentes do município.
Felizardo foi o primeiro profissional no Brasil a notificar a ocorrência de um surto de casos de Leishmaniose Visceral, conhecido como Calazar, em distritos da zona rural do município de Viçosa do Ceará. Durante anos trabalhou no diagnóstico e tratamento desta parasitose, que é provocada por protozoários unicelulares do gênero Leishmania e transmitida por flebotomíneos do Gênero Lutzomyia.
O atendimento humanístico que dava a todos que buscavam seus cuidados gerou uma imensa popularidade. Tal popularidade resultou em sua eleição como prefeito do município de Viçosa do Ceará em duas oportunidades: De 1951 a 1955 e de 1959 a 1963. Exerceu ainda o cargo de Vereador e Presidente da Câmara Municipal de Viçosa do Ceará, de 1955 a 1959, e de deputado estadual entre 1963 e 1966.
Faleceu em Fortaleza aos 106 anos em 22 de fevereiro de 2025.

## Homenagens
- Foi agraciado com a medalha do mérito “Farmacêutico do Ano”, em 1983.
- Um hospital em Viçosa do Ceará foi nomeado em homenagem ao farmacêutico,[9]
- Em 2018, recebeu o título de Cidadão de Fortaleza,[5]
- No dia 25 de abril de 2018 o Conselho Regional de Farmácia do Estado do Ceará celebrou seu centenário com a entrega de uma placa honrosa e a Academia Cearense de Farmácia do Ceará, na mesma ocasião, o contemplou com a medalha Rodolfo Teófilo.[10]